# Грёндаль, Келпо
Келпо Олави Грёндаль (фин. Kelpo Olavi Gröndahl; 28 марта 1920, Пори, Финляндия — 2 августа 1994, Пори, Финляндия) — финский борец греко-римского и вольного стилей, чемпион и призёр Олимпийских игр, призёр чемпионата мира, пятнадцатикратный чемпион Финляндии (1943, 1946—1955 в греко-римской борьбе, 1949, 1950, 1952 в вольной борьбе), семнадцатикратный чемпион Спортивной рабочей федерации Финляндии

## Биография
Занимался борьбой с юности. Во время второй мировой войны воевал на передовой с советскими войсками, победил на трёх чемпионатах вооружённых сил.
На Летних Олимпийских играх 1948 года в Лондоне боролся в категории до 87 килограммов (полутяжёлый вес). Выбывание из турнира проходило по мере накопления штрафных баллов. Схватку судили трое судей, за чистую победу штрафные баллы не начислялись, за победу решением судей при любом соотношении голосов начислялся 1 штрафной балл, за проигрыш решением 2-1 начислялись 2 штрафных балла, проигрыш решением 3-0 и чистый проигрыш карался 3 штрафными баллами.
Титул оспаривали 17 человек. Келпо Грёндаль уверенно продвигался по турнирной таблице, три из четырёх схваток выиграв чисто. Однако в финале финский борец уступил шведу Карлу-Эрику Нильссону, и занял второе место.
| Круг  | Соперник               | Страна  | Результат | Основание                | Время схватки |
| ----- | ---------------------- | ------- | --------- | ------------------------ | ------------- |
| 1     | Карел Истаз            | Бельгия | Победа    | Туше (0 штрафных баллов) | 3:54          |
| 2     | Умберто Сильвестри     | Италия  | Победа    | Туше (0 штрафных баллов) | 13:34         |
| 3     | Петер Энзингер         | Австрия | Победа    | 3-0 (1 штрафной балл)    | -             |
| 4     | Эрлинг Штуер Лауридсен | Дания   | Победа    | Туше (0 штрафных баллов) | 14:14         |
| 5     | —                      | —       | —         | —                        | —             |
| Финал | Карл-Эрик Нильссон     | Швеция  | Поражение | 3-0 (3 штрафных балла)   | -             |

На Летних Олимпийских играх 1952 года в Хельсинки боролся в категории до 87 килограммов (полутяжёлый вес). Выбывание из турнира проходило по мере накопления штрафных баллов. Схватку судили трое судей, за чистую победу штрафные баллы не начислялись, за победу по очками при любом соотношении голосов начислялся 1 штрафной балл, поражение по очками при любом соотношении голосов или чистое поражение карались 3 штрафными баллами. Если борец набирал 5 или более штрафных баллов, он выбывал из турнира. Когда оставалось только три борца, они разыгрывали между собой медали (если не встречались в схватках до финального раунда). После начала финальных схваток, борцы могли продолжать выступления имея и более пяти штрафных баллов.
Титул оспаривали 10 человек. Келпо Грёндель уверенно продвигался к финалу, в четвёртом круге одолел своего постоянного конкурента Карла-Эрика Нильссона, в финале встретился с советским спортсменом Шалвой Чихладзе. Совещание судей после финальной схватки длилось более часа, и всё-таки судьи отдали победу с минимальным преимуществом Келпо Грёнделю.
| Круг  | Соперник           | Страна                                    | Результат | Основание                | Время схватки |
| ----- | ------------------ | ----------------------------------------- | --------- | ------------------------ | ------------- |
| 1     | Йос Шуммер         | Люксембург                                | Победа    | Туше (0 штрафных баллов) | 3:30          |
| 2     | Макс Лойхтер       | Германия                                  | Победа    | 3-0 (1 штрафной балл)    | -             |
| 3     | Умберто Сильвестри | Италия                                    | Победа    | Туше (0 штрафных баллов) | 2:18          |
| 4     | Карл-Эрик Нильссон | Швеция                                    | Победа    | 2-1 (1 штрафной балл)    | —             |
| 5     | —                  | —                                         | —         | —                        | —             |
| Финал | Шалва Чихладзе     | Союз Советских Социалистических Республик | Победа    | 2-1 (1 штрафной балл)    | —             |

В 1953 году, проиграв советскому борцу Августу Энгласу, остался вторым на чемпионате мира.
На Летних Олимпийских играх 1956 года в Монреале не был отобран и оставил спорт. С 1953 по 1980 год работал капитаном порта в Пори. Он также был политиком, вскоре стал членом городского совета Пори, а затем членом городского совета директоров. С 1962 по 1970 год был членом Финского парламента, в 1956, 1962 и 1968 годах входил в коллегию выборщиков президента Финляндии. Кавалер Золотого креста заслуг от Министерства образования Финляндии (1982)
Умер в 1994 году. В честь борца назван парк в Пори.